# Rezza
Rezza [ʁɛtsa] est une commune française située dans la circonscription départementale de la Corse-du-Sud et le territoire de la collectivité de  Corse. Elle appartient à l'ancienne piève de Cruzini. La commune portait le nom de Scanafaghiaccia jusqu'en 1921.

## Géographie
Rezza se situe dans la piève de Cruzini, occupant la vallée de la rivière éponyme, qui prend sa source au-dessus de Pastricciola jusqu'à rejoindre le Liamone, fleuve qui se jette dans la mer Méditerranée au golfe de Sagone, au nord du golfe d'Ajaccio.

### Voies de communication et transport

#### Accès routiers
Rezza est seulement accessible par la D 104, qui se poursuit jusqu'à Pastricciola. On peut rallier la vallée du Cruzzini de trois manières :
- depuis Vico via Murzo par la D 4 ;
- depuis Ajaccio via Vero et le col de Tartavello (885 m) par la D 4 ;
- depuis la piève de Cinarca via Arro et Lopigna par la D 125.

Le village est distant, par route, de :
- 7 km de Salice,
- 30 km de Vico,
- 30 km de Sari-d'Orcino,
- 38 km de Soccia,
- 41 km de Bocognano,
- 50 km d'Ajaccio,
- 80 km de Corte,
- 90 km de Piedicorte-di-Gaggio,
- 104 km de Propriano,
- 106 km d'Aléria,
- 115 km de Sartène,
- 137 km de Cervione,
- 141 km de L'Île-Rousse,
- 145 km de Calvi,
- 147 km de Bastia,
- 154 km de Saint-Florent,
- 158 km de Porto-Vecchio,
- 165 km de Bonifacio,
- 187 km de Rogliano.

## Urbanisme

### Typologie
Au 1er janvier 2024, Rezza est catégorisée commune rurale à habitat très dispersé, selon la nouvelle grille communale de densité à sept niveaux définie par l'Insee en 2022.
Elle est située hors unité urbaine. Par ailleurs la commune fait partie de l'aire d'attraction d'Ajaccio, dont elle est une commune de la couronne,. Cette aire, qui regroupe 79 communes, est catégorisée dans les aires de 50 000 à moins de 200 000 habitants,.

### Occupation des sols
L'occupation des sols de la commune, telle qu'elle ressort de la base de données européenne d’occupation biophysique des sols Corine Land Cover (CLC), est marquée par l'importance des forêts et milieux semi-naturels (96,8 % en 2018), une proportion identique à celle de 1990 (96,8 %). La répartition détaillée en 2018 est la suivante : 
forêts (91,1 %), espaces ouverts, sans ou avec peu de végétation (4 %), zones agricoles hétérogènes (3,2 %), milieux à végétation arbustive et/ou herbacée (1,7 %). L'évolution de l’occupation des sols de la commune et de ses infrastructures peut être observée sur les différentes représentations cartographiques du territoire : la carte de Cassini (XVIIIe siècle), la carte d'état-major (1820-1866) et les cartes ou photos aériennes de l'IGN pour la période actuelle (1950 à aujourd'hui).

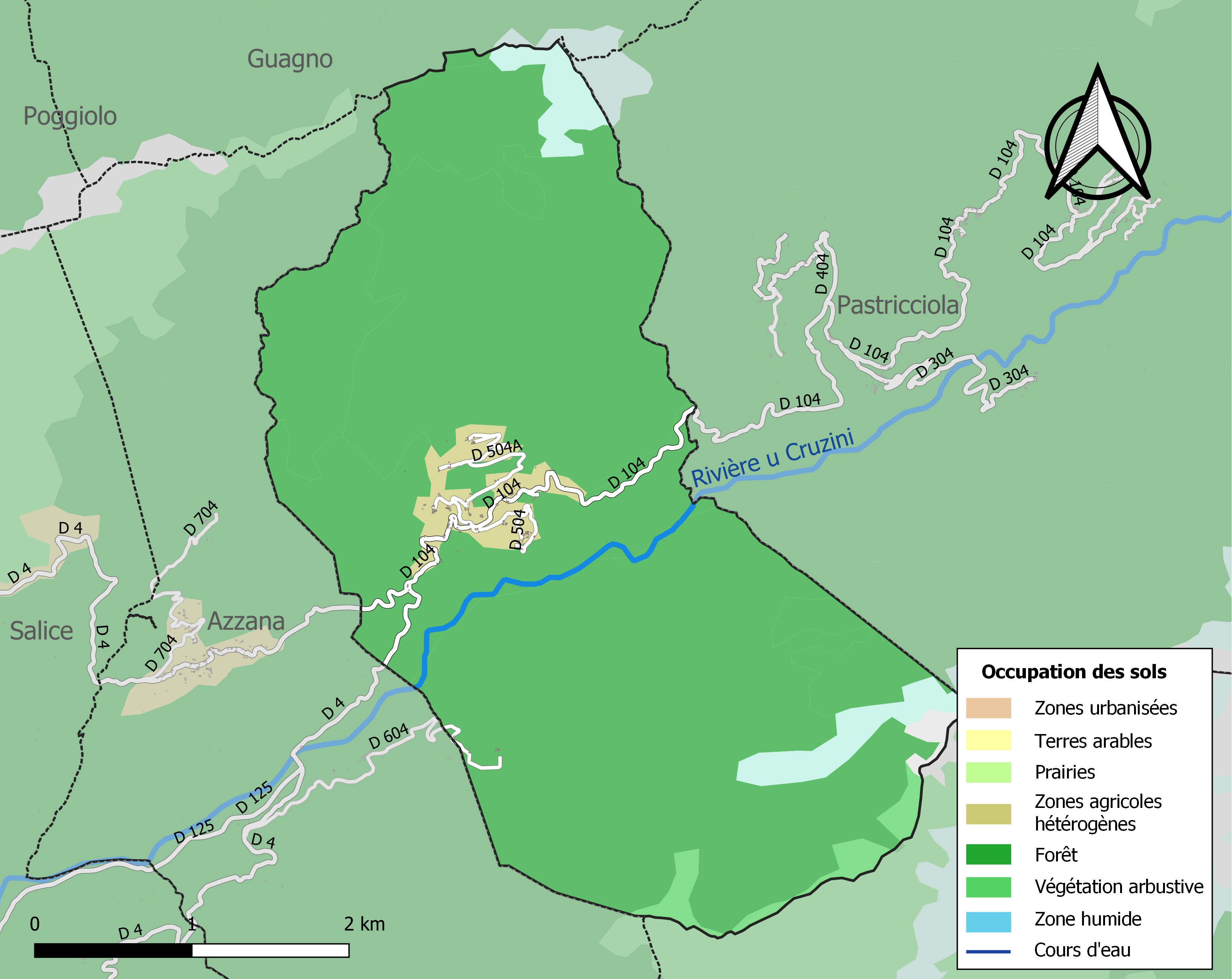
Carte des infrastructures et de l'occupation des sols de la commune en 2018 (CLC).

## Toponymie
Le nom en corse de la commune est Scanafaghjaccia /skanavaˈɟat͡ʃa/, à relier à Scanafaghiaccia, nom du quartier le plus populeux de la commune et appellation officielle de la commune jusqu'en 1921.
Rezza est le nom d'un autre quartier de la commune, qui tient son nom du corse reza, nom local de la salsepareille.

## Politique et administration
| Période | Période  | Identité              | Étiquette | Qualité |
| ------- | -------- | --------------------- | --------- | ------- |
|         |          | Pujuila Sébastien     |           |         |
| 2001    | 2014     | Jean-François Nicoli  |           |         |
| 2014    | En cours | Paul François Pomponi |           | Employé |

## Démographie
L'évolution du nombre d'habitants est connue à travers les recensements de la population effectués dans la commune depuis 1831. Pour les communes de moins de 10 000 habitants, une enquête de recensement portant sur toute la population est réalisée tous les cinq ans, les populations de référence des années intermédiaires étant quant à elles estimées par interpolation ou extrapolation. Pour la commune, le premier recensement exhaustif entrant dans le cadre du nouveau dispositif a été réalisé en 2004.

En 2022, la commune comptait 70 habitants, en évolution de +37,25 % par rapport à 2016 (Corse-du-Sud : +7,61 %, France hors Mayotte : +2,11 %).
| 1831 | 1836 | 1841 | 1846 | 1851 | 1856 | 1861 | 1866 | 1872 |
| ---- | ---- | ---- | ---- | ---- | ---- | ---- | ---- | ---- |
| 229  | 237  | 246  | 281  | 312  | 330  | 339  | 356  | 348  |

| 1876 | 1881 | 1886 | 1891 | 1896 | 1901 | 1906 | 1911 | 1921 |
| ---- | ---- | ---- | ---- | ---- | ---- | ---- | ---- | ---- |
| 331  | 339  | 411  | 402  | 511  | 506  | 509  | 513  | 355  |

| 1926 | 1931 | 1936 | 1946 | 1954 | 1962 | 1968 | 1975 | 1982 |
| ---- | ---- | ---- | ---- | ---- | ---- | ---- | ---- | ---- |
| 503  | 520  | 500  | 212  | 131  | 88   | 71   | 48   | 47   |

| 1990 | 1999 | 2004 | 2006 | 2009 | 2014 | 2019 | 2022 | - |
| ---- | ---- | ---- | ---- | ---- | ---- | ---- | ---- | - |
| 50   | 49   | 73   | 90   | 62   | 52   | 62   | 70   | - |

## Lieux et monuments
- ancienne église paroissiale Notre-Dame du Mont Carmel dite église de Piane[10]

## Rezza en photos

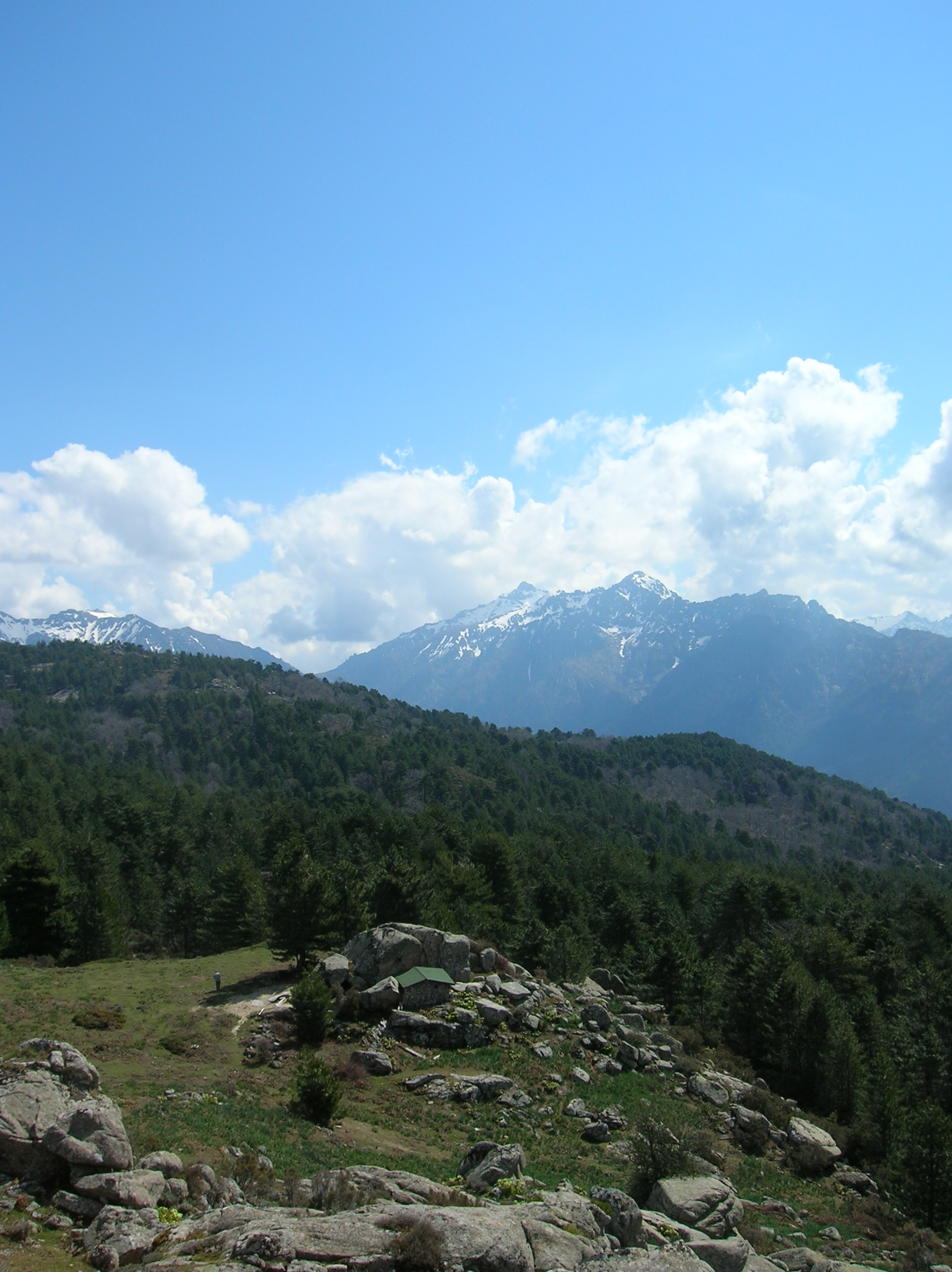
L'abri de la Salincaccia.
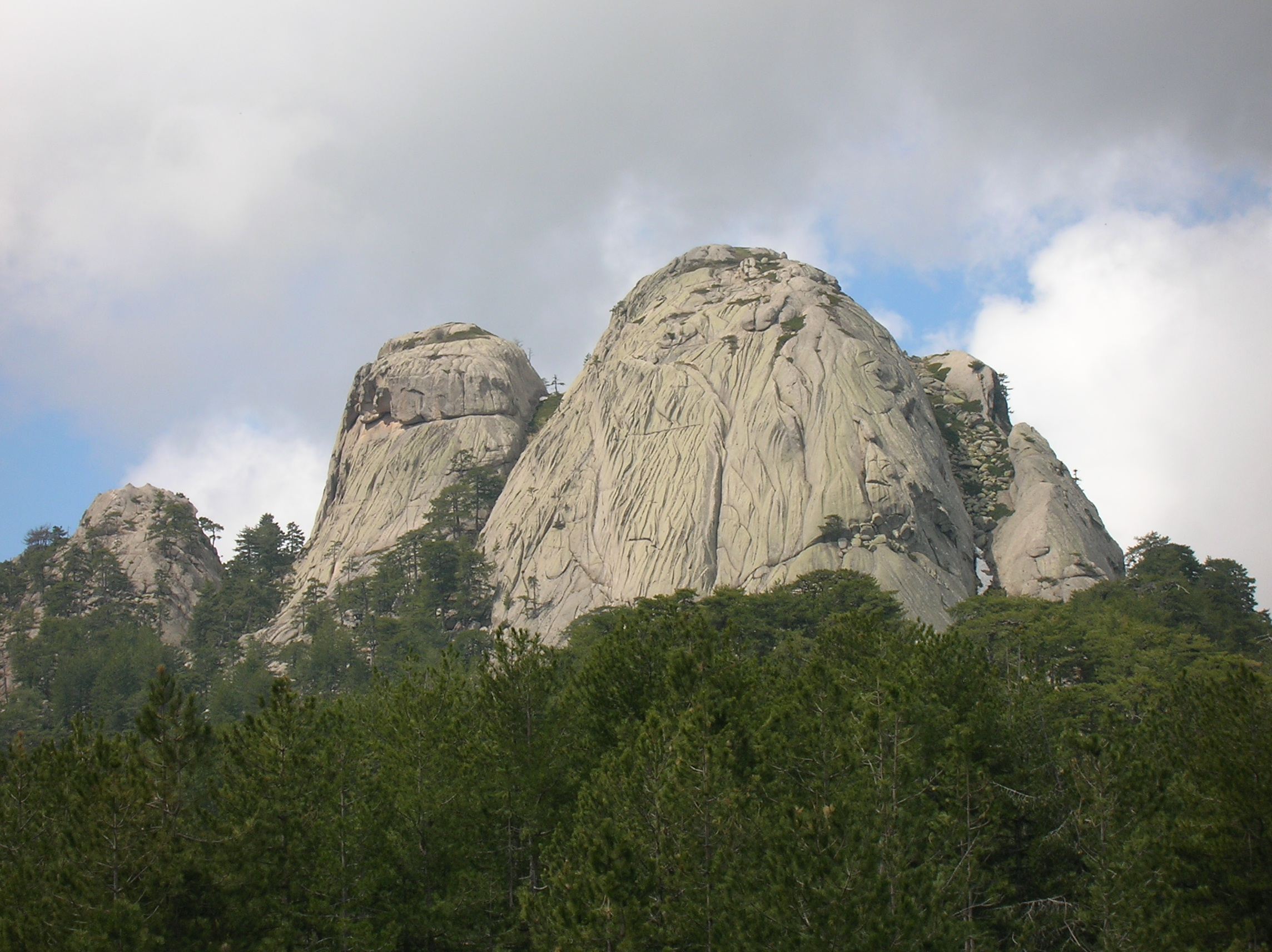
Le mont Tretorre (depuis la Salincaccia).